# Арманка
Арманка (рум. Armanca) — село в Ришканському районі Молдови. Входить до складу комуни, адміністративним центром якої є село Васілеуць.
| Молдова | Це незавершена стаття з географії Молдови. Ви можете допомогти проєкту, виправивши або дописавши її. |